# Ian Schrager
Ian Schrager, född 19 juli 1946 i New York, grundade tillsammans med Steve Rubell klubben Studio 54 i New York 1977.